# Arne Mattsson
Arne Karl Gustaf Mattsson, född 2 december 1919 i Uppsala, död 26 juni 1995 i Stockholm, var en svensk filmregissör och manusförfattare.

## Biografi
Arne Mattsson började sin karriär inom filmen som klippare, regiassistent och manusförfattare. Han anställdes 1944 av filmbolaget Lux som regissör och debuterade med ...och alla dessa kvinnor (1944).
Mattssons produktion är en blandning av olika genrer genom åren. Där återfinns komedier, såsom framgångsrika Sussie (1945), nyinspelning av August Strindbergs Hemsöborna (1955), Flickan i frack (1956) efter Hjalmar Bergman, Får jag låna din fru (1959), och tyngre dramer i arbetarmiljö eller levnadskamp, såsom krigstidsdramat Kärlekens bröd (1953), Salka Valka (1954), gruvdramat Männen i mörker (eller Nattens väv) (1955), men inte minst kriminaldramer.
1958 regisserade han den första filmen, Damen i svart, i en serie om fem med privatdetektiven John Hillman och hans färgstarka fru Kajsa Hillman efter berättelser av Folke Mellvig. Han gjorde även filmer som Vaxdockan (1962), Yngsjömordet (1966) och Den onda cirkeln (1967).
Den största succén var Hon dansade en sommar (1951). Filmen gav honom Guldbjörnen vid Berlins filmfestival samt en nominering till Grand Prize vid filmfestivalen i Cannes 1952. Filmen orsakade en del kontroverser eftersom den innehöll några nakenscener och blev - tillsammans med Ingmar Bergmans Sommaren med Monika (1953) - början på den internationella ryktbarheten om "den svenska synden".
Efter en del sämre kritik och nya vindar inom svensk film sökte han sig på 1970- och 1980-talen utomlands och gjorde bland annat filmer i det dåvarande Jugoslavien. I många av hans filmer medverkade Elsa Prawitz, som han var gift med 1956–1965, och som också var medförfattare till några av hans filmmanus.
Arne Mattsson är gravsatt i minneslunden på Norra begravningsplatsen utanför Stockholm.

## Filmografi i urval
Regi/manus

- 1943 – I brist på bevis (manus)
- 1944 – Räkna de lyckliga stunderna blott (manus + regiassistent)
- 1944 – ... och alla dessa kvinnor
- 1945 – Maria på Kvarngården
- 1945 – Sussie
- 1945 – I som här inträden
- 1946 – Peggy på vift
- 1946 – Rötägg
- 1947 – Pappa sökes
- 1947 – Det kom en gäst (även manus)
- 1947 – Rallare
- 1949 – Kvinna i vitt
- 1949 – Farlig vår (även manus)
- 1950 – När kärleken kom till byn
- 1950 – Kyssen på kryssen
- 1950 – Kastrullresan
- 1951 – Hon dansade en sommar
- 1951 – Bärande hav
- 1952 – För min heta ungdoms skull
- 1952 – Hård klang
- 1953 – Det var dans bort i vägen (kortfilm)
- 1953 – Kärlekens bröd
- 1954 – Salka Valka
- 1954 – Storm över Tjurö
- 1954 – Förtrollad vandring
- 1955 – Hemsöborna
- 1955 – Männen i mörker (alt. titel Nattens väv)
- 1956 – Flickan i frack
- 1956 – Litet bo
- 1957 – Livets vår
- 1957 – Ingen morgondag
- 1958 – Körkarlen
- 1958 – Damen i svart
- 1958 – Mannekäng i rött
- 1959 – Ryttare i blått
- 1959 – Får jag låna din fru?
- 1960 – Sommar och syndare
- 1960 – När mörkret faller
- 1961 – Ljuvlig är sommarnatten
- 1962 – Vaxdockan
- 1962 – Biljett till paradiset
- 1962 – Vita frun
- 1963 – Den gula bilen
- 1963 – Det är hos mig han har varit
- 1964 – Blåjackor (även manus)
- 1964 – Brott och straff – men det är svårt (kortfilm, även manus)
- 1965 – Morianerna (även manus)
- 1965 – Nattmara (även manus)
- 1965 – Här kommer bärsärkarna
- 1966 – Yngsjömordet
- 1967 – Mördaren – en helt vanlig person (även manus)
- 1967 – Förtrollad resa (kortfilm, även manus)
- 1967 – Den onda cirkeln
- 1968 – Bamse  (även manus)
- 1970 – Ann och Eve – de erotiska
- 1973 – Smutsiga fingrar
- 1978 – Mannen i skuggan (även manus)
- 1983 – Sometime, Somewhere...
- 1985 – Mask of Murder
- 1987 – The Girl
- 1987 – Sleep Well, My Love
- 1989 – The Mad Bunch (tillsammans med Mats Helge Olsson)

Regiassistent/Biträdande regissör
- 1941 – Det sägs på stan
- 1941 – I paradis
- 1941 – Tänk, om jag gifter mig med prästen
- 1942 – Ta hand om Ulla
- 1943 – Brödernas kvinna
- 1944 – Räkna de lyckliga stunderna blott
- 1944 – Skogen är vår arvedel
- 1959 – Det kom två män (biträdande)

Roll
- 1941 – Det sägs på stan
- 1989 – The Mad Bunch

## Radioteater

### Roller
| År   | Produktion     | Upphovsmän    |
| ---- | -------------- | ------------- |
| 1957 | Grönt för mord | Folke Mellvig |